# HMNZS Coastguard
HMNZS „Coastguard” – nowozelandzki okręt pomocniczy z okresu II wojny światowej, a wcześniej i później - trawler. W służbie Royal New Zealand Navy Coastguard służył jako stawiacz boi (danlayer), okręt współpracujący z trałowcami i stawiaczami min, oznaczający bojami obszary wodne mające zostać zaminowane lub mające być oczyszczone z min.

## Historia
Trawler MV Coastguard został zbudowany w sydnejskiej stoczni W. Ward w 1936. Oprócz 4-cylindrowego silnika wysokoprężnego Fairbanks-Morse o mocy 100 KM, statek miał także jeden maszt i określany jest jako kecz, prędkość maksymalna wynosiła do 10 węzłów. Długość jednostki wynosiła 65 stóp, szerokość 16 stóp, a zanurzenie 7 stóp (19,8 x 4,9 x 2,1 m) o około 49 pojemności brutto. Statek został zbudowany dla Australian Fish Meal, Oil and Hide Company, był wyspecjalizowany do połowów rekinów w północnym Queensland. Według ówczesnych opisów prasowych, statek był bardzo dobrze wyposażony i znakomicie przygotowany do połowów.
Pomiędzy wodowaniem, a 1940 został zapewne sprzedany do Nowej Zelandii.
20 czerwca 1940 Coastguard został zarekwirowany przez Royal New Zealand Navy i przystosowany do roli stawiacza boi (danlayer, okręt współpracujący z trałowcami i stawiaczami min, oznaczający bojami obszary wodne mające zostać zaminowane lub mające być oczyszczone z min).
Okręt wszedł do służby już jako HMNZS Coastguard (T12) 12 listopada 1940, został przydzielony do 1st New Zealand Minesweeping Flotilla (Mobile) - 1 Nowozelandzkiej Flotylli Trałowej, która patrolowała i oczyszczała z min całe wybrzeże Nowej Zelandii.
W marcu 1942 Coastuard udał się wraz z innymi nowozelandzkimi trałowcami do Suvy, gdzie współpracował z okrętami United States Navy ustawiającymi pola minowe w okolicy Nandi. Do Auckland powrócił 25 kwietnia.
Do 1945 lub 1946, Coastguard kontynuował pracę jako danlayer wokół Nowej Zelandii. Do 1961 Coastguard służył jako okręt zaopatrzeniowy dla bazy HMNZS „Tamaki”. Po zakończeniu służby powrócił do pracy jako trawler